# The Harbourside
The HarbourSide est un gratte-ciel résidentiel faisant partie du projet Union Square à Hong Kong.
Sa construction s'est terminée en 2003, il comporte 74 étages pour 255 m de hauteur.
L'architecte est l'agence de Hong Kong P & T Architects & Engineers